# Social bookmarking
Social bookmarking (anglizam) je organizacija i spremanje poveznica (links) te njihovo označavanje s ključnim riječima ili oznakama (tags) kako bi kasnije takav sadržaj bio lakše dostupan i pretraživ svim korisnicima Interneta. Obavlja se na specijaliziranim i prilagođenim mrežnim stranicama koje omogućuju korisnicima pohranjivanje mrežnih resursa koje smatraju korisnima.
Social bookmarking odnosi se samo na pohranu i dijeljenje poveznica, ne i medijskih zapisa (media sharing).

## Povijest
Prva pojava koncepta dijeljenja vlastite baze spremljenih oznaka (bookmarks) s ostalim korisnicma seže do 1996. godine i početka rada stranice itList.com. Nju su slijedile stranice Backflip, Blink, Hotlinks, Clip2, no neke od tih stranica su ugašene ili su promijenile svoju funkciju. 
Danas je social bookmarking zapravo samo dio Weba 2.0, koji uključuje vlastite korisničke sadržaje (user-generated content), interaktivne sadržaje, društvene mreže, primjenjive programe i alate za komunikaciju preko Interneta, mrežne stranice za dijeljenje raznih sadržaja itd. 

## Servisi
Primjeri hrvatskih stranica: Aukcije.hr, Ptičica.com, Coolinarka.hr, Dvanula.hr, croatia-info.info.
Neki servisi ograničili su se samo na poveznice određene vrste sadržaja, npr. vijesti tj. stručnih tekstova, knjiga, videa, blogova itd.
Većina servisa zahtijeva registraciju, dok je samo pregledavanje tuđih pohrana dostupno i bez registracije. Neki servisi imaju i mogućnost privatne pohrane bookmarka. Kada korisnik pronađe zanimljivu stranicu, u obrazac za pohranjivanje dodaje URL stranice, opis i određenu proizvoljnu ključnu riječ ili oznaku (tag) kako bi lakše zapamtio link - označavanje (tagging). Ključne riječi mogu biti predložene ntemeljem ključnih riječi koje su drugi korisnici uporabili za upravo tu ili sličnu stranicu ili će se pojaviti u obliku oblačića kada korisnik upiše određeno slovo u polje. Pretraživanje baze kasnije se može provesti prema ključnoj riječi, brojnosti korisnika koji su poveznicu spremili, prema njezinoj popularnosti (najpopularnije su one s najvećim brojem pregleda tj. posjeta) ili prema vremenu kada ih je korisnik spremio.
Osim ove osnovne funkcije, servisi mogu imati dodatne funkcije kao što su:
- ocjenjivanje i komentiranje bookmarka
- mogućnosti stvaranja interesnih grupa
- e-mail
- blog
- obavještavanje o novim sadržajima s određenih stranica (RSS)
- »uvoz i izvoz« s drugih servisa

Poznatiji servisi
- del.icio.us
- thumblicio.us
- ma.gnolia.com
- stumbleupon.com
- furl.net
- digg.com
- blinklist.com
- Qindex.info
- myfave.link